# Dorfkirche Willersdorf

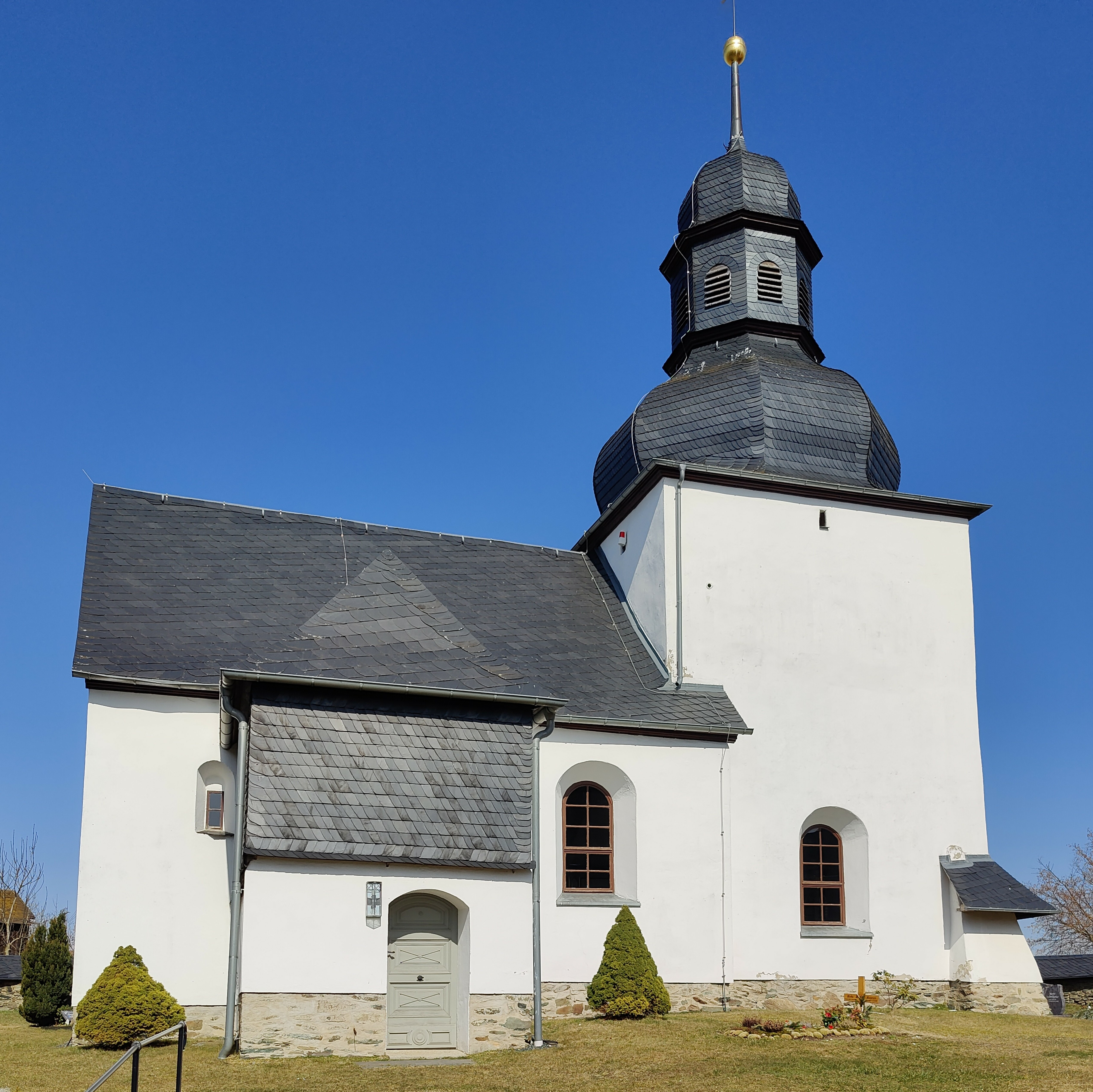
Dorfkirche Willersdorf

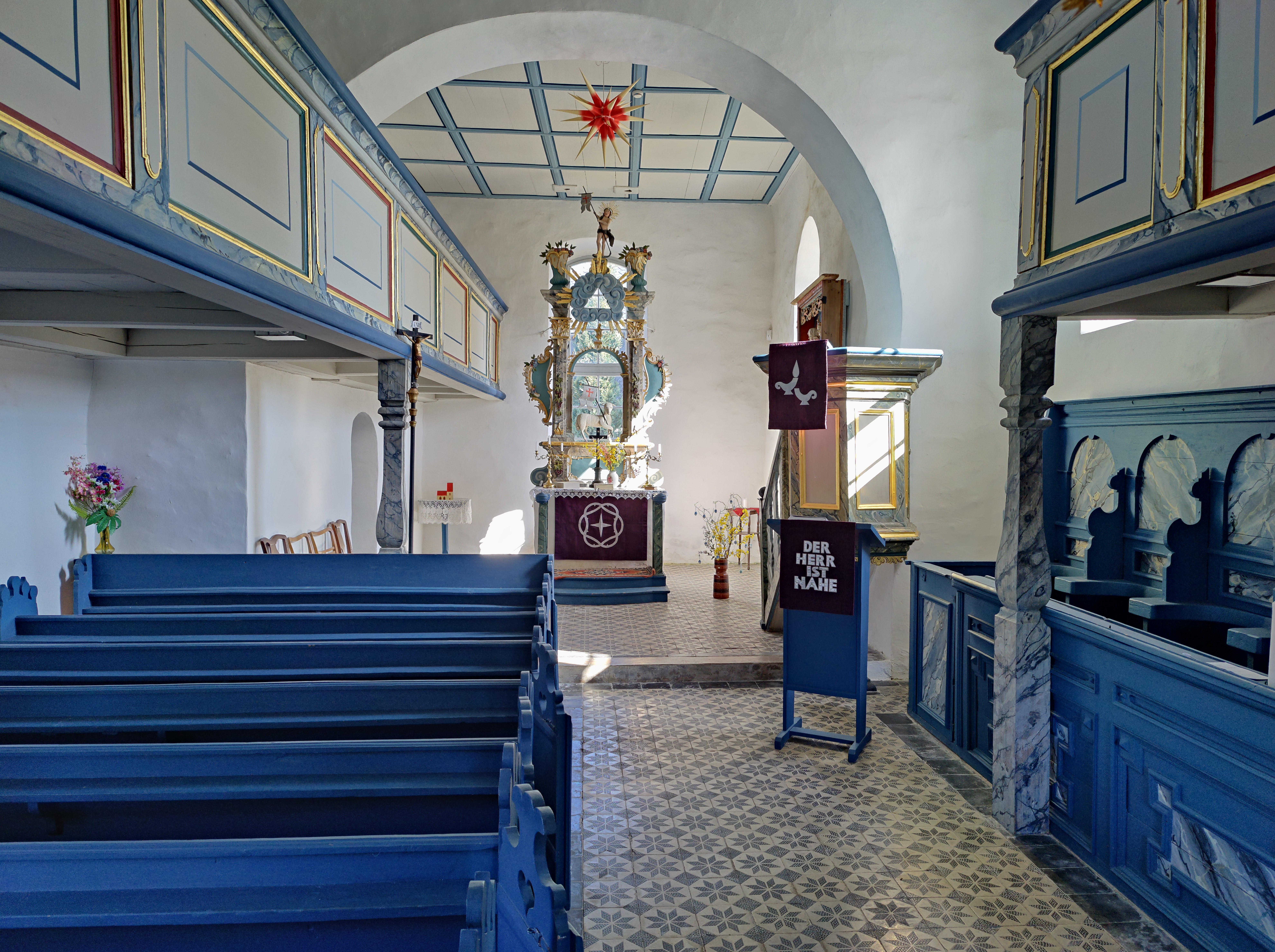
Innenraum (2022)

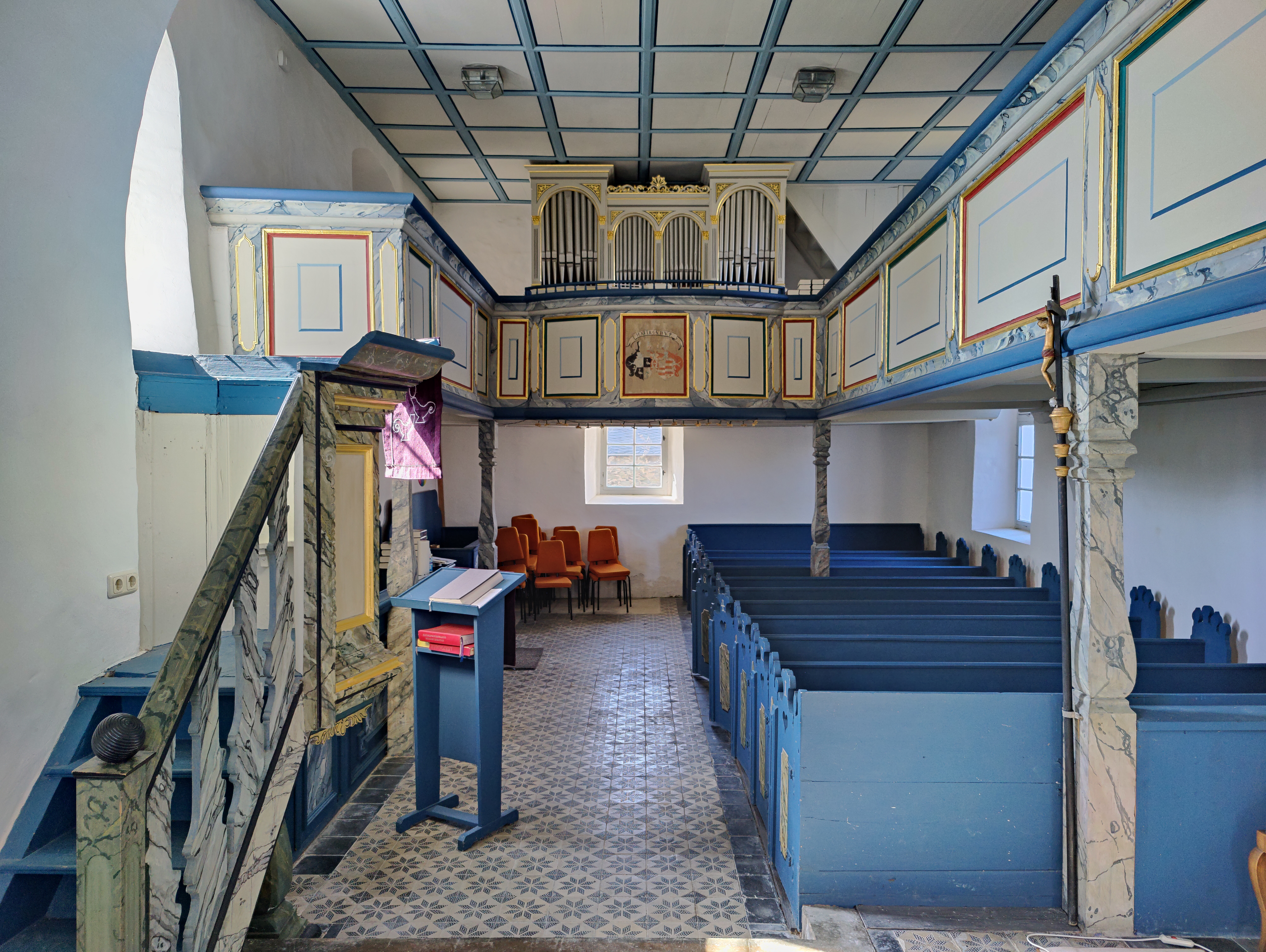
Blick zur Orgel

Die Dorfkirche Willersdorf steht in der Siedlung Willersdorf der Stadt Tanna im Saale-Orla-Kreis in Thüringen.

## Geschichte
Die Kirche wurde im 13. Jahrhundert gebaut. Ein spätromanisches Fenster, eine Altarmensa für Reliquien, eine freigelegte Sakramentsnische im Chorraum und ein wiedergefundenes Mittelschrein eines spätgotischen Flügelaltars geben Aufschluss über dieses Alter der Kirche.
Der Altaraufsatz ist aus dem Rokoko. Ein geschnitztes Lamm Gottes steht frei in einem Rahmen mit einem Dreifaltigkeitssymbol, während eine Figur des Auferstandenen dabei steht.
Am 20. Januar 1889 wurde eine Orgel von Carl Friedrich Zillgitt, produziert in Gera, eingeweiht. Sie besitzt sechs Register auf einem Manual und Pedal.
2001 wurde die Kirche generalsaniert. Das Bauholz lieferten die Bauern aus ihren Wäldern. Die Kirche wurde in blau saniert, weil alte Farbschichten diese Farbgebung mitgeteilt haben.